# 国务院深化医药卫生体制改革领导小组
国务院深化医药卫生体制改革领导小组，是已撤销的国务院阶段性工作机制，负责领导深化医药卫生体制改革工作。

## 沿革
2008年12月20日，《国务院办公厅关于成立国务院深化医药卫生体制改革领导小组的通知》（国办发〔2008〕132号）称，“为切实加强对深化医药卫生体制改革工作的领导，国务院决定成立国务院深化医药卫生体制改革领导小组。”“领导小组属于阶段性工作机制，不属于新设立议事协调机构，任务完成后即撤销。”
2018年3月17日，第十三届全国人民代表大会第一次会议通过《第十三届全国人民代表大会第一次会议关于国务院机构改革方案的决定》，批准《国务院机构改革方案》。方案规定：“组建国家卫生健康委员会。将国家卫生和计划生育委员会、国务院深化医药卫生体制改革领导小组办公室、全国老龄工作委员会办公室的职责，工业和信息化部的牵头《烟草控制框架公约》履约工作职责，国家安全生产监督管理总局的职业安全健康监督管理职责整合，组建国家卫生健康委员会，作为国务院组成部门。保留全国老龄工作委员会，日常工作由国家卫生健康委员会承担。民政部代管的中国老龄协会改由国家卫生健康委员会代管。国家中医药管理局由国家卫生健康委员会管理。不再保留国家卫生和计划生育委员会。不再设立国务院深化医药卫生体制改革领导小组办公室。”

## 职责
2008年《国务院办公厅关于成立国务院深化医药卫生体制改革领导小组的通知》规定，国务院深化医药卫生体制改革领导小组的主要职责是，“审议深化医药卫生体制改革的重大方针、政策、措施，组织推动深化医药卫生体制改革工作，统筹协调深化医药卫生体制改革工作中的重大问题。”

## 组成人员
| 2008年《国务院办公厅关于成立国务院深化医药卫生体制改革领导小组的通知》确定的组成人员是： 组长 - 李克强（国务院副总理） 副组长 - 尤权（国务院副秘书长） - 张平（发展改革委主任） - 陈竺（卫生部部长） - 高强（卫生部党组书记） - 谢旭人（财政部部长） - 尹蔚民（人力资源社会保障部部长） - 毕井泉（国务院副秘书长） 成员 - 李东生（中央宣传部副部长） - 王峰（中央编办副主任） - 张茅（发展改革委副主任） - 陈希（教育部副部长） - 李立国（民政部副部长） - 王军（财政部副部长） - 胡晓义（人力资源社会保障部副部长） - 马晓伟（卫生部副部长） - 江帆（人口计生委副主任） - 邵宁（国资委副主任） - 郜风涛（法制办副主任） - 江小涓（国研室副主任） - 陈文辉（保监会主席助理） - 邵明立（食品药品监管局局长） - 王国强（中医药局局长） - 王炯（全国总工会副主席） | 2011年调整后的组成人员是： 组长 - 李克强（国务院副总理） 副组长 - 尤权（国务院副秘书长） - 张平（发展改革委主任） - 陈竺（卫生部部长） - 张茅（卫生部党组书记） - 谢旭人（财政部部长） - 尹蔚民（人力资源社会保障部部长） - 毕井泉（国务院副秘书长） 成员 - 孙志刚（发展改革委副主任） - 蔡名照（中央宣传部副部长） - 王峰（中央编办副主任） - 杜玉波（教育部副部长） - 朱宏任（工业和信息化部党组成员） - 屈万祥（监察部副部长） - 罗平飞（民政部副部长） - 王军（财政部副部长） - 胡晓义（人力资源社会保障部副部长） - 姜增伟（商务部副部长） - 马晓伟（卫生部副部长） - 江帆（人口计生委副主任） - 邵宁（国资委副主任） - 袁曙宏（法制办副主任） - 江小涓（国研室副主任） - 陈文辉（保监会主任助理） - 邵明立（食品药品监管局局长） - 王国强（中医药局局长） - 王炯（全国总工会副主席） - 张雁灵（解放军总后勤部卫生部部长） |

| 2013年《国务院办公厅关于调整国务院深化医药卫生体制改革领导小组组成人员的通知》（国办发〔2013〕46号）调整后的组成人员是： 组长 - 刘延东（国务院副总理） 副组长 - 孙志刚（卫生计生委副主任） - 徐绍史（发展改革委主任） - 楼继伟（财政部部长） - 尹蔚民（人力资源社会保障部部长） - 江小涓（国务院副秘书长） 成员 （不详） 2015年任命： 副组长 - 李斌（卫生计生委主任）接替孙志刚 | 2016年10月21日《国务院办公厅关于调整国务院深化医药卫生体制改革领导小组组成人员的通知》（国办发〔2016〕75号）调整后的组成人员是： 组长 - 刘延东（国务院副总理） 副组长 - 李斌（卫生计生委主任） - 徐绍史（发展改革委主任） - 楼继伟（财政部部长） - 尹蔚民（人力资源社会保障部部长） - 江小涓（国务院副秘书长） 成员 - 郭卫民（新闻办副主任） - 李晓全（中央编办副主任） - 庄荣文（中央网信办副主任） - 王晓涛（发展改革委副主任） - 林蕙青（教育部副部长） - 徐南平（科技部副部长） - 辛国斌（工业和信息化部副部长） - 宫蒲光（民政部副部长） - 余蔚平（财政部副部长） - 游钧（人力资源社会保障部副部长） - 房爱卿（商务部副部长） - 王贺胜（卫生计生委副主任） - 孟建民（国资委副主任） - 吴浈（食品药品监管总局副局长） - 袁曙宏（法制办副主任） - 韩文秀（国研室副主任） - 黄洪（保监会副主席） - 马建中（中医药局副局长） - 焦开河（全国总工会副主席） - 李清杰（中央军委后勤保障部卫生局局长） - 贾勇（中国残联副理事长） |

## 办事机构
2008年《国务院办公厅关于成立国务院深化医药卫生体制改革领导小组的通知》规定，国务院深化医药卫生体制改革领导小组办公室工作由发展改革委承担。办公室的主要职责是：
1. 承担领导小组的日常工作；
2. 研究提出深化医药卫生体制改革重大方针、政策、措施的建议；
3. 督查落实领导小组会议议定事项；
4. 承办领导小组交办的其他事项[1]。

2013年3月，该办公室工作改由新成立的国家人口和计划生育委员会承担，办公室设在国家人口和计划生育委员会体制改革司。
国务院深化医药卫生体制改革领导小组办公室历任主任、副主任是：

| 主任 - 张茅（2008年12月20日—2009年1月，兼任） - 孙志刚（2010年12月—2015年10月，兼任） - 王贺胜（2016年8月—2018年3月17日，兼任） | 副主任 - 马晓伟（2008年12月20日—2013年4月，兼任） - 王军（2008年12月20日—2013年3月，兼任） - 胡晓义（2008年12月20日—2015年7月，兼任） - 胡祖才（2010年1月—2012年3月，兼任） - 梁万年（2013年3月—2018年3月17日，专职副主任，卫生计生委体制改革司司长） - 王晓涛（2014年12月—2018年3月17日，兼任） - 余蔚平（2015年7月—2018年3月17日，兼任） - 游钧（2015年7月—2018年3月17日，兼任） |